# Rudály
Rudály románul: Roandola, falu Romániában, Erdélyben, Szeben megyében. Közigazgatásilag Szászszentlászló községhez tartozik.

## Fekvése
Segesvártól délnyugatra, Szászszentlászló, Válhid és Apaújfalu közt fekvő település.

## Története
Rudály nevét 1322 ben említette először oklevél p. Rundal néven, mint a Becsegergely nemzetséghez tartozó Miklós fia
Gergely és Apa-fi Jakab birtokát. Rudály ekkor az almakereki uradalommal együtt Fehér vármegyéhez tartozott (Gy 2:200).
Nevének további változatai: 1340-ben Ruental, 1345-ben v. Rundal, 1349: p. Rundal, 1760–1762 között Radully, 1805-ben Rundály, 1808-ban Rudály h., Rennthal g., Rudol val, 1861-ben Rudaly, 1888-ban Rudály (Rauthal, Rudei),  1913-ban Rudály.
Egy 1491-ben kelt oklevél adatai szerintmég mindig a Becsegergely nemzetségbeliek birtoka, ekkor az e nemzetségből való Apafi Lénárd adta el Rwdal-on levő ősi birtokrészét testvéreinek: Ferencnek és Miklósnak. 1534-ben is az Apafiaké. Ekkor az itt Rwdal-on élő Apafi Miklós özvegye: Monostori Katalin és fia: Gergely volt itt részbirtokos.
A trianoni békeszerződés előtt Nagy-Küküllő vármegye Segesvári járásához tartozott.
1910-ben 604 lakosából 3 magyarnak, 435 németnek, 100 románnak, 65 pedig cigánynak vallotta magát. Ebből 435 evangélikus, 165 görögkeleti ortodox volt.

## Források

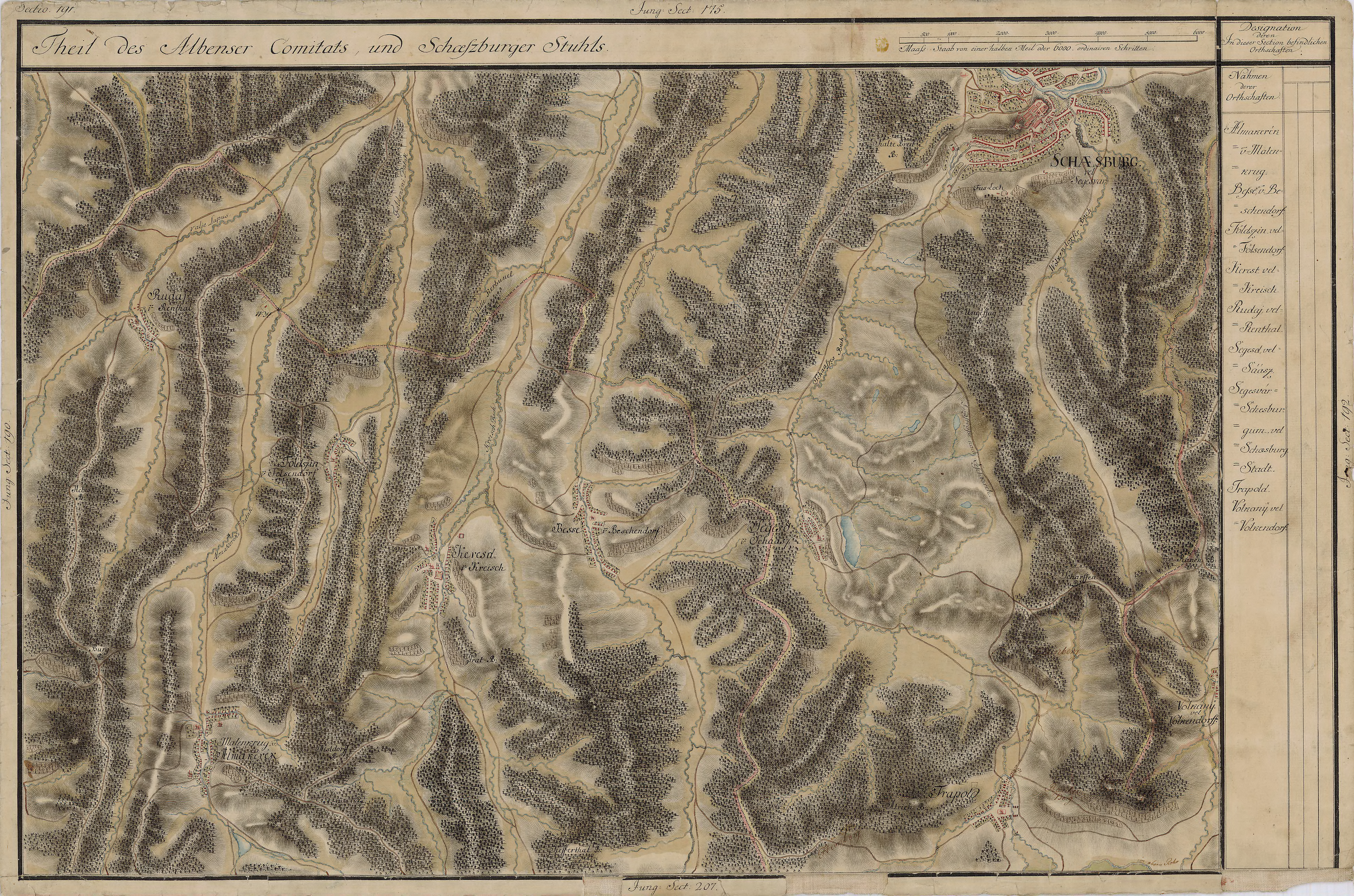
Rudály és környéke egy régi térképen